# Den vita demonen
Den vita demonen är ett seriealbum om pälsjägaren Buddy Longway. Utgiven i original 1981 och på svenska 1981. Svensk text av Sture Hegerfors och Stellan Nehlmark.

## Handling
Albumet börjar med att Buddys gamle trotjänare hästen Fellow ligger död i hagen. För att distrahera honom från sorgen skickar Chinook iväg honom till fortet för att köpa lite förnödenheter inför vintern.
På fortet har armén just anlänt och Buddy möter löjtnant Ryan för första gången. Han är ogillar att Buddy är gift med en indianska och kommer senare att kalla hans båda barn för smutsiga bastarder.
Mikael och Jean föder upp hästar och Mikael skänker den bästa hästen till Buddy som tack för att han räddat hans liv (se Ensam i ödemarken).
Under tiden möter Buddys nu tonåriga son Jeremias en indian som genomgår sitt mandomsprov genom att strida med en örn, ett uppdrag han fått via en syn. Jeremias vill göra något liknande. När Buddy kommer hem motsätter han sig det, men Chinook påminner honom om att hälften av Jeremias blod är hennes.
Jeremias ser en stor vit hingst i sin syn och ger sig ut på jakt efter den. Hingsten är ledare för en flock vildhästar och när Jeremias är där ser han hur ett antal indianer fångar in hästarna genom att driva in dem i en kanjon som är en återvändsgränd. Den vita hingsten bryter sig dock ut. När hästarna är fångade dyker löjtnant Ryan och ett antal män upp och skjuter ner alla indianer inför ögonen på Jeremias, och tar hästarna.

## Återkommande karaktärer
- Löjtnant Ryan
- Nancy
- Jean Giraud
- Mikael Cooper